# Natação nos Jogos Pan-Americanos de 2007 - 100 m livre masculino
O evento dos 100 m livre masculino nos Jogos Pan-Americanos de 2007 foi realizado no Rio de Janeiro, Brasil, em 16 de julho (preliminares), 17 de julho (semifinais) e 18 de julho de 2007 (finais). Um total de 20 atletas participaram do evento.

## Medalhistas
| Ouro   | BRA César Cielo   |
| Prata  | ARG José Meolans  |
| Bronze | USA Gabe Woodward |

## Recordes
| Recorde mundial       | Pieter van den Hoogenband (NED) | 47.84 | 19 de setembro de 2000 | Sydney   |
| Recorde pan-americano | Fernando Scherer (BRA)          | 49.19 | 04 de agosto de 1999   | Winnipeg |

## Resultados
| Posição | Nadador                      | Eliminatórias | Eliminatórias | Semifinais | Semifinais | Final |
| Posição | Nadador                      | Tempo         | Posição       | Tempo      | Posição    | Tempo |
| ------- | ---------------------------- | ------------- | ------------- | ---------- | ---------- | ----- |
| 1       | César Cielo (BRA)            | 49.95         | 3             | 49.37      | 1          | 48.79 |
| 2       | José Meolans (ARG)           | 50.22         | 6             | 49.62      | 4          | 49.42 |
| 3       | Gabe Woodward (USA)          | 49.50         | 1             | 49.48      | 2          | 49.59 |
| 4       | Eduardo Deboni (BRA)         | 50.09         | 4             | 50.01      | 7          | 49.95 |
| 5       | Shaune Fraser (CAY)          | 50.41         | 7             | 49.96      | 6          | 49.99 |
| 6       | Dale Rogers (USA)            | 49.81         | 2             | 49.67      | 5          | 50.11 |
| 7       | George Bovell (TRI)          | 50.10         | 5             | 49.51      | 3          | 50.16 |
| 8       | Albert Subirats (VEN)        | 50.44         | 8             | 50.18      | 8          | 52.10 |
|         |                              |               |               |            |            |       |
| 9       | Chad Hankewich (CAN)         | 50.69         | 9             | 50.20      |            |       |
| 10      | Martin Kutscher (URU)        | 50.79         | 10            | 50.51      |            |       |
| 11      | Luis Rojas (VEN)             | 51.16         | 11            | 51.09      |            |       |
| 12      | Paul Kutscher (URU)          | 51.48         | 13            | 51.20      |            |       |
| 13      | Richard Hortness (CAN)       | 51.33         | 12            | 51.22      |            |       |
| 14      | Terrence Haynes (BAR)        | 51.91         | 15            | 51.59      |            |       |
| 15      | Juan Yeh (MEX)               | 51.62         | 14            | 51.66      |            |       |
| 16      | Maximiliano Schnettler (CHI) | 52.11         | 16            | 52.29      |            |       |
|         |                              |               |               |            |            |       |
| 17      | Jeremy Knowles (BAH)         | 52.12         |               |            |            |       |
| 18      | Josh Laban (ISV)             | 52.21         |               |            |            |       |
| 19      | Roy Burch (BER)              | 53.12         |               |            |            |       |
| 20      | Matias Aguilera (ARG)        | 53.17         |               |            |            |       |